# Nely Carla Alberto Francisca
Nely Carla Alberto Francisca (geboren am 2. Juli 1983 in Donostia) ist eine spanische Handballtrainerin, die zuvor als Handballspielerin auf der Spielposition im linken Rückraum aktiv war.

## Vereinskarriere
Mely Alberto begann mit dem Handball im Jahr 2000 bei CP Goya Almería, spielte von 2001 bis 2004 bei Balonmano Bera Bera, von 2004 bis 2005 bei Cementos La Unión Ribarroja und anschließend bis 2010 bei SD Itxako. Von dort wechselte sie im Jahr 2010 nach Frankreich und stand dort zunächst bis 2012 bei Le Havre AC unter Vertrag, dann von 2012 bis 2014 bei Fleury Loiret HB, anschließend bis November 2015 bei Union Mios Biganos. Von dort wechselte sie zu Brest Bretagne HB, 2016 weiter zu Chambray Touraine HB, wo sie bis 2018 spielte. Von 2018 bis 2019 stand sie für Mérignac HB auf dem Platz. Ein Jahr lang setze sie aus wegen ihrer Mutterschaft und spielte dann ab 2020 für Handball Plan-de-Cuques, wo sie im Jahr 2021 ihre aktive Karriere beendete.
Zu ihren Erfolgen zählen ein Gewinn des EHF-Pokals (Saison 2008/2009), zwei EHF Challenge Cups, zwei spanische Meisterschaften, jeweils ein Gewinn der Copa de la Reina und der Supercopa de España, zwei Mal gewann sie den Coupe de France.

## Auswahlmannschaften
Alberto stand auch im Aufgebot spanischer Auswahlmannschaften.
Im Jahr 2000 bestritt sie drei Einsätze mit der spanischen Jugendauswahl, dabei warf sie acht Tore.
Für die spanischen Juniorinnen wurde sie im Jahr 2003 in sechs Spielen eingesetzt und warf darin 25 Tore.
Ihren ersten Einsatz mit der spanischen Nationalmannschaft bestritt sie im Jahr 2004, bis 2016 war sie in 136 Länderspielen eingesetzt und erzielte darin 346 Tore. Mit der Nationalmannschaft Spaniens nahm Alberto an der Europameisterschaft 2004 (8. Platz), den Mittelmeerspielen 2009 (4. Platz), der Weltmeisterschaft 2009 (4. Platz), der Europameisterschaft 2010 (11. Platz), der Weltmeisterschaft 2011 (3. Platz), am Handballwettbewerb der Olympischen Spiele 2012 (3. Platz), der Weltmeisterschaft 2015 (12. Platz), den  Olympischen Spielen 2016 (6. Platz) und der Europameisterschaft 2016 (11. Platz) teil.

## Trainerin
Sie trainierte Mannschaften in Frankreich. Im August 2021 wurde sie als zweite Trainerin bei Balonmano Bera Bera angestellt.